# Itzer
Itzer (en tamazight ⵉⵜⵥⵔ, en arabe : إتزار) est une commune rurale de la province de Midelt, dans la région administrative marocaine Drâa-Tafilalet. Elle comporte un centre urbain du même nom.
Connue pour ses ateliers de menuiserie ainsi que pour ses forêts de cèdres (principale source de l'économie de la ville)[réf. souhaitée], elle possède l'un des plus grands barrages de la région, le barrage Ait Lahj, situé à 7 km au nord.

## Démographie
De 1994 à 2004, la population de la commune rurale d'Itzer est passée de 10 213 à 10 719 habitants, tandis que celle de son centre du même nom — considéré comme une unité statistique urbaine ou « ville » par le Haut-Commissariat au plan — est passée de 4 683 à 4 772 habitants (données de recensements).